# كونزا ديلا كامبانيا
كونزا ديلا كامبانيا ، (بالإنجليزية: Conza della Campania)‏، (كامبانيا: Cònze)، هي (بلدية) وأسقفية كاثوليكية لاتينية سابقة، في مقاطعة أفيلينو، في منطقة كامبانيا، في جنوب إيطاليا.

## السكان
في سنة 1861 بلغ عدد السكان 1٬411 نسمة، وتطور العدد ليصل في سنة 2011 لـ 1٬432 نسمة.
يظهر هذا المخطط البياني تطور النمو السكاني لـ كونزا ديلا كامبانيا